# Речки (Львовская область)
Речки (укр. Річки) — село в Рава-Русской городской общине Львовского района Львовской области Украины.
Население по переписи 2001 года составляло 1319 человек. Занимает площадь 33,0 км². Почтовый индекс — 80310. Телефонный код — 3252.